# زلة لغوية
في علم فقه اللغة، تعني كلمة زلات (بالإنجليزية: Lapsus)‏ هي خطأ لا إرادي يرتكب أثناء الكتابة أو التحدث.

## الأبحاث
في عام 1895، أجرى عالم لغوي وعالم نفسي، وهما رودولف ميرينغر [الإنجليزية]، وكارل ماير [الإنجليزية]، تحقيقًا حول الزلات، حيث جمعا العديد من الأمثلة وقسماها إلى أنواع مختلفة.

### التحليل النفسي
كان فرويد مهتمًا بمثل هذه الزلات بدءًا من عام 1897 وما بعده، حيث طوّر تفسيرًا لها من حيث معناها اللاواعي. وفي وقت لاحق، طوّر أتباعه مثل إرنست جونز موضوع الزلات فيما يتعلق بالكتابة والنسخ والأخطاء المطبعية.
ووفقًا لنظرية التحليل النفسي المبكرة عند فرويد، تمثل الزلة فعلًا فاشلاً يخفي رغبة غير واعية: "يمكن إرجاع الظاهرة إلى جوهر نفسي مكبوت بشكل غير كامل... بعيدًا عن الوعي".
جاك لاكان سيؤيد تمامًا التفسير الفرويدي للحافز اللاواعي في الزلة، مؤكدًا أن "في الزلة، من الواضح أن كل فعل فاشل هو خطاب ناجح، لا يمكن قوله بأنه ليس متقنًا".
في السبعينيات، أعاد سيباستيانو تيمبانارو [الإنجليزية] طرح السؤال بشكل مثير للجدل، من خلال تقديم تفسير آلي لجميع هذه الزلات، في معارضة لنظريات فرويد.

## أنواع الزلات اللفظية
في الأدب، ثمة أنواع المختلفة من الزلات اعتمادًا على طريقة التشابه:
- خطأ في الكلام [الإنجليزية]: زلة اللسان.
- زلة القلم[9] مع اختلاف مع زلة الآلة الكاتبة.
- زلة اليد، خطأ بفعل اليد ويشبه زلة الآلة الكاتبة.
- زلة الذاكرة.

### أنواع زلات اللسان
يمكن أن تحدث زلات اللسان على أي مستوى:
- بناء الجملة [الإنجليزية].
- زلات اللسان في الجمل.
- المعجمي / الدلالي.
- المستوى الصرفي.
- صوتي (زلات صوتية).
- ثغرة الحبكة.

## الدافع
أبرز ميرينغر وماير دور الارتباطات والتشابهات المألوفة بين الكلمات والأصوات في إنتاج الزلات. ولكن عارض فرويد هذه النظرية، مؤكدًا أن هذه العوامل لا تسبب الزلات، وإنما تساعد على حدوثها فقط. وقال "في الغالب، لا يؤثر الأمر على خطابي أن تذكر الكلمات التي أستخدمها كلمات أخرى بصوت مشابه... أو أن الارتباطات المألوفة تفرع منها".
أعاد تيمبانارو الجدل في وقت لاحق،بذكر أن أي زلة يمكن دائمًا تفسيرها بشكل آلي دون الحاجة إلى دوافع أعمق.
رأى جون لانجشو أوستن بشكل مستقل الزلات ليس على أنها تكشف عن عقدة معينة، ولكن بوصفها سمة لا مفر منها للحالة البشرية، ممّا يستلزم استعدادًا مستمرًا للأعذار والعمل العلاجي.

## مقالات ذات صلة
- تكرار (خط)
- منزلق فرويد
- إيفان بافلوف
- دخيل لاتيني
- خطأ في الكلام [الإنجليزية]
- اللغة اللفظية في الأحلام [الإنجليزية]